# Philia (canción)
«Philia» es el sexto sencillo de la banda Versailles lanzado el 16 de marzo de 2011. La canción que le da título al sencillo se usó como tema de apertura en el show de televisión Onegai Kanaete Versailles protagonizado por los miembros de la banda junto a la actriz Rina Koike. 
Fue lanzado en tres ediciones, cada uno con una cubierta diferente, una edición regular y dos limitadas que incluían un DVD diferente cada una. El primero, incluye presentaciones en vivo del concierto realizado el 4 de septiembre de 2010 en el Shibuya C.C. Lemon Hall, el segundo trae un video promocional de la canción "Philia" diferente al usado para la promoción en televisión.
Alcanzó el número # 15 en el ranking del Oricon Stlyle Singles Weekly Chart.

## Lista de canciones
| Edición Regular (CD) |                 |        |        |          |  |
| N.º                  | Título          | Letras | Música | Duración |  |
| 1.                   | «Philia»        | Kamijo | Hizaki | 5:58     |  |
| 2.                   | «Judicial Noir» | Kamijo | Hizaki | 4:20     |  |
| 3.                   | «Desert Apple»  |        | Hizaki | 3:56     |  |
| 13:34                |                 |        |        |          |  |

| Edición Limitada I (DVD) |                                |        |               |          |  |
| N.º                      | Título                         | Letras | Música        | Duración |  |
| 1.                       | «Rosen Schwert»                | Kamijo | Kamijo        |          |  |
| 2.                       | «Princess -Revival of Church-» | Kamijo | Hizaki        |          |  |
| 3.                       | «Catharsis»                    | Hizaki | Hizaki & Teru |          |  |
| 4.                       | «Reminiscence»                 |        | Teru          |          |  |
| 5.                       | «Desert Apple»                 |        | Hizaki        |          |  |
| 6.                       | «Sympathia»                    | Kamijo | Hizaki        |          |  |

| Edición Limitada II (DVD) |                          |        |        |          |  |
| N.º                       | Título                   | Letras | Música | Duración |  |
| 1.                        | «Philia» (Vídeo musical) | Kamijo | Hizaki |          |  |